# Hallucinations collectives 2013
Le festival des Hallucinations collectives 2013 est la sixième édition des Hallucinations collectives.

## Déroulement et faits marquants
La sixième édition a eu lieu du mercredi 27 mars au lundi 1er avril 2013,,,.
Une thématique sur le white trash, un panorama de films traitant de l'enfance et un focus sur le cinéma de Michele Soavi sont au programme cette année. Pour la première fois, une carte blanche est accordée à un réalisateur, le français Nicolas Boukhrief.
Le Jury de la compétition internationale est composé de : Bruno Forzani, Gérard Kikoïne, Christophe Lemaire et Frédérick Raynal.
En plus du cinéma, le festival propose un concert, une table ronde, une lecture publique, ainsi que deux conférences sur l'histoire du jeu vidéo.

### Projections
| Titre                                                                        | Réalisateur(s)       | Année            | Pays                         |
| Film d'ouverture                                                             | Film d'ouverture     | Film d'ouverture | Film d'ouverture             |
| ---------------------------------------------------------------------------- | -------------------- | ---------------- | ---------------------------- |
| Un monde meilleur (23 min)                                                   | Sacha Feiner         | 2012             | Belgique                     |
| Citadel (en compétition long métrage)                                        | Ciarán Foy           | 2012             | Irlande                      |
| Longs métrages en compétition                                                |                      |                  |                              |
| The Body (El Cuerpo)                                                         | Oriol Paulo          | 2012             | Espagne                      |
| The Land of Hope (Kibô no kuni)                                              | Sion Sono            | 2012             | Japon                        |
| Berberian Sound Studio                                                       | Peter Strickland     | 2012             | Royaume-Uni                  |
| The Collection                                                               | Marcus Dunstan       | 2012             | États-Unis                   |
| Home Sweet Home                                                              | David Morley         | 2013             | France                       |
| Modus Anomali, le réveil de la proie (Modus Anomali)                         | Joko Anwar           | 2012             | Indonésie                    |
| Courts métrages hors compétition                                             |                      |                  |                              |
| Bio-cop (5 min)                                                              | Steve Kostanski      | 2012             | États-Unis                   |
| Courts métrages en compétition                                               |                      |                  |                              |
| Un Monde Meilleur (23 min)                                                   | Sacha Feiner         | 2012             | Belgique                     |
| Suicide Manual (9 min)                                                       | Lee Seung Hyuk       | 2012             | Corée du Sud                 |
| Lonely Bones (10 min)                                                        | Rosto                | 2012             | France- Pays-Bas             |
| Record/Play (10 min)                                                         | Jesse Atlas          | 2012             | États-Unis                   |
| Hotel (11 min)                                                               | José Luis Aleman     | 2012             | Espagne                      |
| Who is Arvid Pekon? (13 min)                                                 | Patrik Eriksson      | 2013             | Pologne- Suède               |
| Men of the Earth (10 min)                                                    | Andrew Kavanagh      | 2012             | Australie                    |
| Plug & Play (6 min)                                                          | Michael Frei         | 2012             | Suisse                       |
| White trash ! Blancs, sales et méchants !                                    |                      |                  |                              |
| Lost Soul: The Doomed Journey of Richard Stanley's Island of Dr. Moreau (en) | Richard Compton (en) | 1974             | États-Unis                   |
| Sans retour (Southern Comfort)                                               | Walter Hill          | 1981             | États-Unis                   |
| Hated: GG Allin and the Murder Junkies                                       | Todd Phillips        | 1993             | États-Unis                   |
| Évanescente innocence                                                        |                      |                  |                              |
| La Compagnie des loups (The Company of Wolves)                               | Neil Jordan          | 1984             | Royaume-Uni                  |
| L'Enfant miroir (The Reflecting Skin)                                        | Philip Ridley        | 1990             | Royaume-Uni- Canada          |
| L'Été où j'ai grandi (Io non ho paura)                                       | Gabriele Salvatores  | 2003             | Italie- Espagne- Royaume-Uni |
| Michele Soavi à l'honneur                                                    |                      |                  |                              |
| Dellamorte Dellamore                                                         | Michele Soavi        | 1994             | Italie                       |
| Arrivederci amore, ciao                                                      | Michele Soavi        | 2006             | Italie                       |
| La séance débat                                                              |                      |                  |                              |
| Assassin(s)                                                                  | Mathieu Kassovitz    | 1997             | France                       |
| Midnight Movie                                                               |                      |                  |                              |
| Henry, portrait d'un serial killer (Henry, Portrait of a Serial Killer)      | John McNaughton      | 1986             | États-Unis                   |
| Cabinet de curiosités                                                        |                      |                  |                              |
| Requiem pour un massacre (Idi i smotri / Come and See)                       | Elem Klimov          | 1987             | Union soviétique             |
| Ni dieux ni démons (Gods and Monsters)                                       | Bill Condon          | 1998             | Royaume-Uni- États-Unis      |
| Save the Green Planet! (Jigureul jikyeora!)                                  | Jang Joon-hwan       | 2003             | Corée du Sud                 |
| Carte blanche à Nicolas Boukhrief                                            |                      |                  |                              |
| Le Dernier Monde cannibale (Ultimo Mondo Cannibale)                          | Ruggero Deodato      | 1977             | Italie                       |
| Possession                                                                   | Andrzej Zulawski     | 1981             | France- Allemagne de l'Ouest |
| Le Convoi de la peur (Sorcerer)                                              | William Friedkin     | 1977             | États-Unis                   |
| Film de clôture                                                              |                      |                  |                              |
| Dragon Gate, la légende des sabres volants (Long men fei jia)                | Tsui Hark            | 2012             | Chine                        |

### Prix
- Grand prix du jury longs métrages : Berberian Sound Studio de Peter Strickland ;
- Grand prix du jury courts métrages : Lonely Bones de Rosto.